# Рязанский государственный агротехнологический университет имени П. А. Костычева
Рязанский государственный агротехнологический университет им. П. А. Костычева — высшее учебное заведение в Рязани.

## История
Организован в 1949 году для подготовки специалистов в сельском хозяйстве для Рязанской области. Первоначально именовался Рязанский сельскохозяйственный институт (РГСХИ), с 1995 по 2006 годы носил название Рязанская государственная сельскохозяйственная академия (РГСХА).
Носит имя Павла Андреевичича Костычева — выдающегося русского учёного-почвоведа, родившегося на территории, которая в настоящее время входит в Рязанскую область.
Университет представляет собой учебно-научно-производственный комплекс, имеющий 6 факультетов, 37 кафедр, филиалы кафедр на производстве, инженерно-экономический институт, институт повышения квалификации, учебно-методический центр, Рязанский территориальный институт профессиональных бухгалтеров, профильные классы в средних школах, научно-исследовательские учреждения различного профиля, учебно-опытное хозяйство «Стенькино».
При ВУЗе также функционирует аспирантура и докторантура.

## Факультеты
- Автодорожный (готовит специалистов в области автотранспорта и городского строительства)
- Ветеринарной медицины и биотехнологии (готовит специалистов в области ветеринарии)
- Инженерный (готовит специалистов по сельскохозяйственной технике и электроэнергетике)
- Технологический (готовит специалистов по технологии пищевых продуктов и товароведению, а также специалистов в области агрономии и лесного хозяйства)
- Экономики и менеджмента
- Дополнительного профессионального и среднего профессионального образования (СПО после 9 класса)

## Ректоры
- Бышов Николай Владимирович (2010—2020)
- Туников Геннадий Михайлович (1986—2010)
- Саликов Михаил Иванович (1960—1973)